# Przywidz (województwo pomorskie)
Przywidz (kaszb. Przëwidz, niem. Mariensee) – wieś kaszubska w Polsce, położona w województwie pomorskim, w powiecie gdańskim, w gminie Przywidz nad jeziorami Przywidzkim Wielkim i Małym, przy drodze wojewódzkiej nr 221. W ostatnich latach wieś coraz szerzej wykorzystuje swoje walory turystyczno-rekreacyjne (położenie nad jeziorami i okoliczne wzgórza). Znajdują się tu: camping nad jeziorem, ośrodki wypoczynkowe i kąpielisko, rozwija się agroturystyka, powstały liczne kwatery prywatne. Latem jest organizowany doroczny RockBlu Przywidz Festiwal.
Miejscowość jest siedzibą sołectwa Przywidz, w którego skład wchodzą również Gromadzin i Katarynki, oraz gminy Przywidz.
W miejscowości znajduje się parafia rzymskokatolicka św. Franciszka Ksawerego, należąca do dekanatu Kolbudy, archidiecezji gdańskiej.

## Historia
Tereny gminy Przywidz zamieszkałe były już dwa tysiące lat p.n.e. w młodszej epoce kamienia, o czym świadczy znaleziona tu ceramika. W okolicach wsi Klonowo, Przywidz i Trzepowo lokalizowane są przez archeologów osady prasłowiańskie. Pierwsza wzmianka w przekazach historycznych na temat rejonu Przywidz pojawiła się ponad 700 lat temu, na przełomie XIII i XIV wieku. W dokumencie z 1294 roku mowa jest o nadaniu przez księcia pomorskiego Mestwina II majątków Przywidz, Trzepowo i Klonowo zakonowi cystersów z Eldeny. Nadanie to potwierdził król Władysław Łokietek w 1328 roku. Losy Przywidza i okolic od 1466 roku, więc od czasu podpisania pokoju toruńskiego, związane były z Królestwem Polskim. Dobra tutejsze często zmieniały właścicieli. Początkowo byli nimi biskupi kujawscy, następnie gdańszczanie – katolicka rodzina Przywidzkich, a po reformacji protestancka rodzina Linde.
W XVI wieku istniał w Przywidzu drewniany kościół rzymskokatolicki, który stał w miejscu istniejącego obecnie cmentarza. Po wprowadzeniu na te ziemie protestantyzmu zbudowano zbór, który na początku XVIII w przeszedł w ręce katolików, gdy ówczesna dziedziczka Barbara Lindówna przyjęła katolicyzm. Biskup Szembek wizytujący Kościół na Pomorzu w 1701 roku konsekrował świątynię i nadał jej tytuł Św. Franciszka Ksawerego. W 1722 roku obok starego kościoła wybudowano nowy murowany (ryglowy), po czym stary rozebrano.
Po rozbiorze Polski tereny gminy Przywidz znajdowały się w granicach Prus. Pod koniec XIX wieku wzmiankowane są w dokumentach już wszystkie istniejące dziś miejscowości gminy. Jak podają źródła, w Przywidzu istniał w tym czasie kościół i szkoła ewangelicka, młyn wodny, gorzelnia parowa, krochmalnia, cegielnia, stacja pocztowa połączona pocztą osobową z Gdańskiem i Kościerzyną. Odbywały się tu cztery jarmarki handlu końmi i bydłem. Tereny te uległy wówczas silnej reformacji, co nie przeszkodziło małej społeczności katolickiej w budowie istniejącego do dziś ceglanego kościoła pw. św. Franciszka Ksawerego (1903), który wraz ze świątynią w pobliskim Mierzeszynie tworzył parafię. W 1909 roku powstała kolejna murowana świątynia w Przywidzu – ewangelicki kościół pw. Najświętszej Marii Panny.
W roku 1892 było we wsi 231 ewangelików, 33 katolików i 2 żydów. Narodowościowo zdecydowanie dominowali Niemcy. Było ich 241, Kaszubów było 23 i wspomnianych 2 Żydów.
W 1920 roku, po powstaniu odrodzonego państwa polskiego, Przywidz znalazł się poza jego granicami, w związku z włączeniem go do utworzonego Wolnego Miasta Gdańska. Na terenie gminy funkcjonowały wówczas cztery przejścia graniczne: w Suchej Hucie, Szponie, Trzepowie oraz Roztoce. W tym czasie mieszkańcy Gdańska „odkryli” wypoczynek w Mariensee – taką nazwę nosił Przywidz. Został on wówczas okrzyknięty „powietrznym kurortem” (niem. Luftkurort) albo „Małym Sopotem”. W 1924 roku Senat Wolnego Miasta Gdańska zlecił budowę w miejscowości Polskiego Schroniska Młodzieżowego.
Do roku 1920 Przywidz był częścią powiatu kartuskiego. Po włączeniu do Wolnego Miasta Gdańska należał do powiatu Gdańsk Wyżyny, a po włączeniu do Polski w 1945 r. do powiatu gdańskiego (z siedzibą w Pruszczu Gdańskim).
Po drugiej wojnie światowej, gdy Gdańsk wraz z okolicami wrócił do Polski, Przywidz dzięki swojemu usytuowaniu nad jeziorem i pośród lasów ponownie stał się miejscem wypoczynku weekendowego dla gdańszczan, jak również turystyki kolonijnej oraz wczasów pracowniczych.
W latach 1975–1998 miejscowość położona była w województwie gdańskim.
Jesienią 2014 roku przy ul. Jesionowej powstał park edukacyjno-rekreacyjny ze skateparkiem oraz częścią edukacyjną poświęconą 7 wielkim odkrywcom, z przedstawiającymi ich medalionami, tablicami informacyjnymi, modelami doświadczeń fizycznych oraz ławkami. Z kolei nad jeziorem powstał Bulwar Zespołu Czerwone Gitary z pomnikiem Korzenie Rocka, na którym corocznie upamiętniane są kolejne zespoły polskiej estrady (Czerwone Gitary, Kombi, Oddział Zamknięty, Harlem, Golden Life, Cochise, Wanda i Banda).
W latach 2014–2016 w miejscowości powstała hala sportowa z boiskiem o wymiarach 40 na 20 m i o wysokości 9 m, z widownią na 350 osób (koszt realizacji: 11 mln zł). Otwarcie hali miało miejsce 21 września 2016 roku.
11 listopada 2016 roku u zbiegu ul. Gdańskiej i Brzozowej odsłonięto 4,5-metrowy pomnik upamiętniający 1050. rocznicę chrztu Polski. Jest nim duży głaz z rzeźbą orła oraz ustawionym na szczycie krzyżem.
W latach 2019–2022 kosztem ok. 30 mln zł przewidywana jest budowa nowej oczyszczalni ścieków wraz z siecią kanalizacji sanitarnej.

## Zabytki
Według rejestru zabytków NID na listę zabytków wpisany jest kościół ewangelicki, obecnie rzymskokatolicki pw. Królowej Różańca Świętego z 1909 roku, nr rej.: A-1205 z 18 lipca 1999 roku.

## Galeria zdjęć

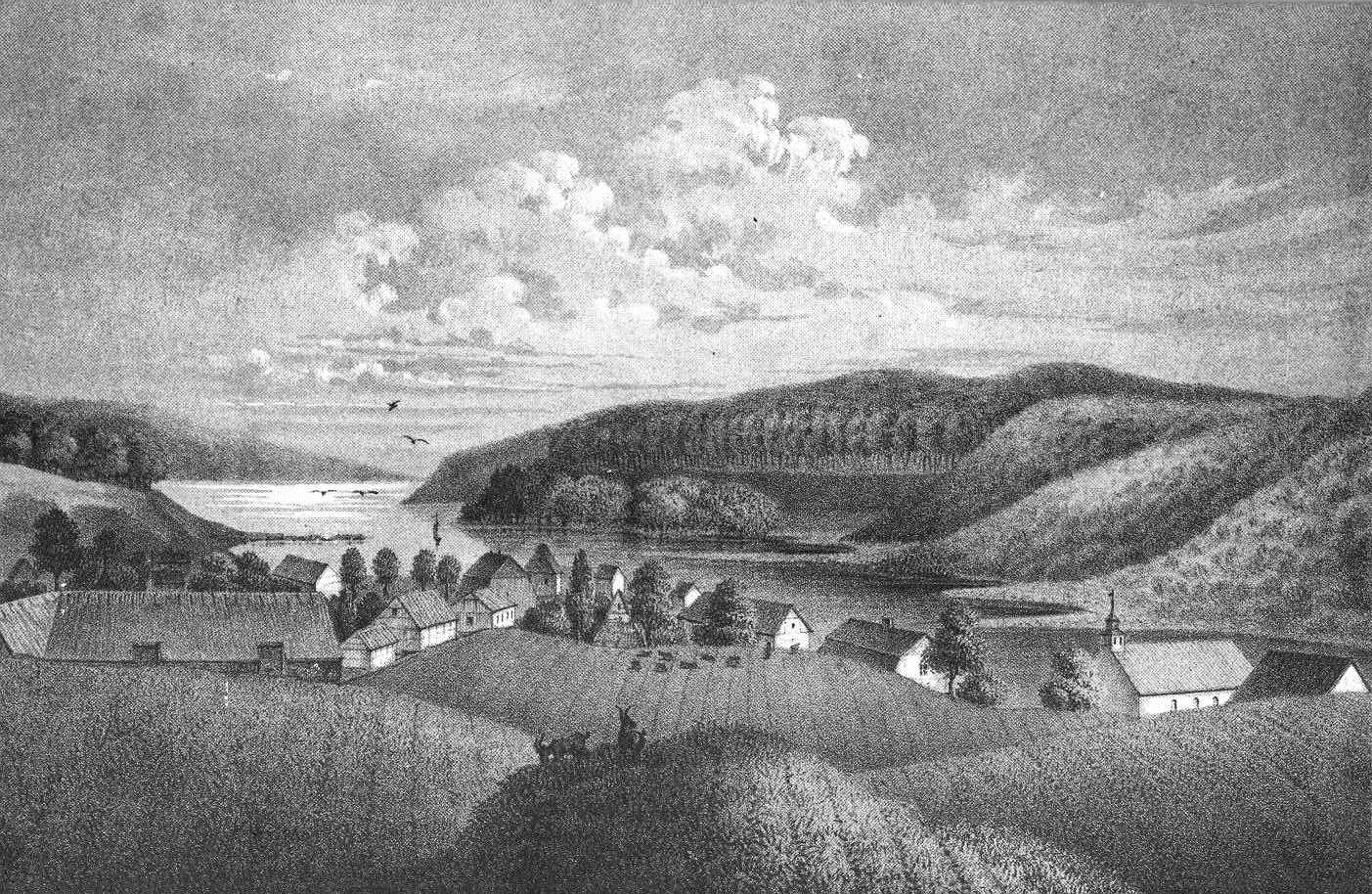
Przywidz ok. 1864 r. (litografia C. A. Manna wg rysunku J. Gretha)
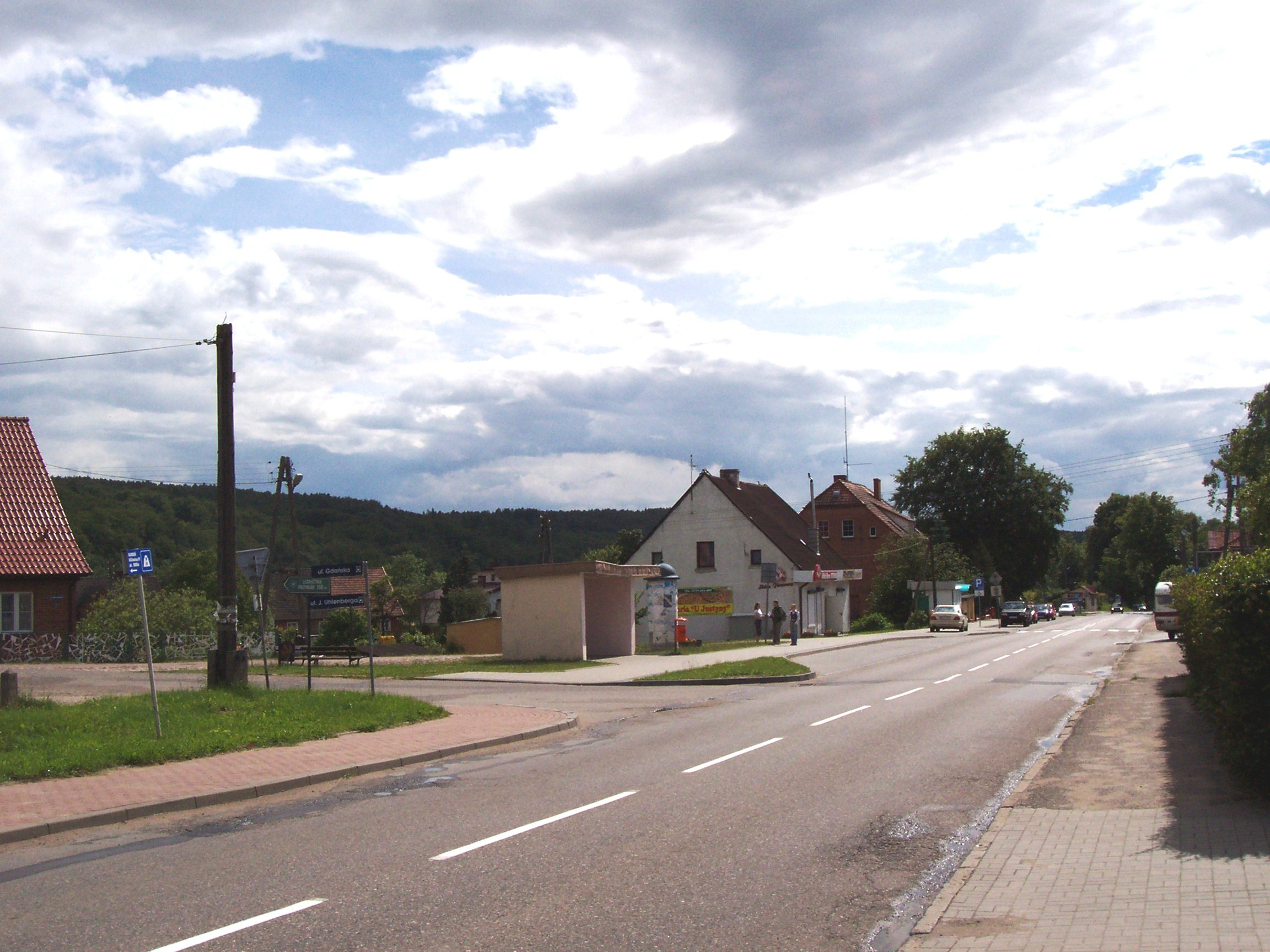
Główna ulica w Przywidzu
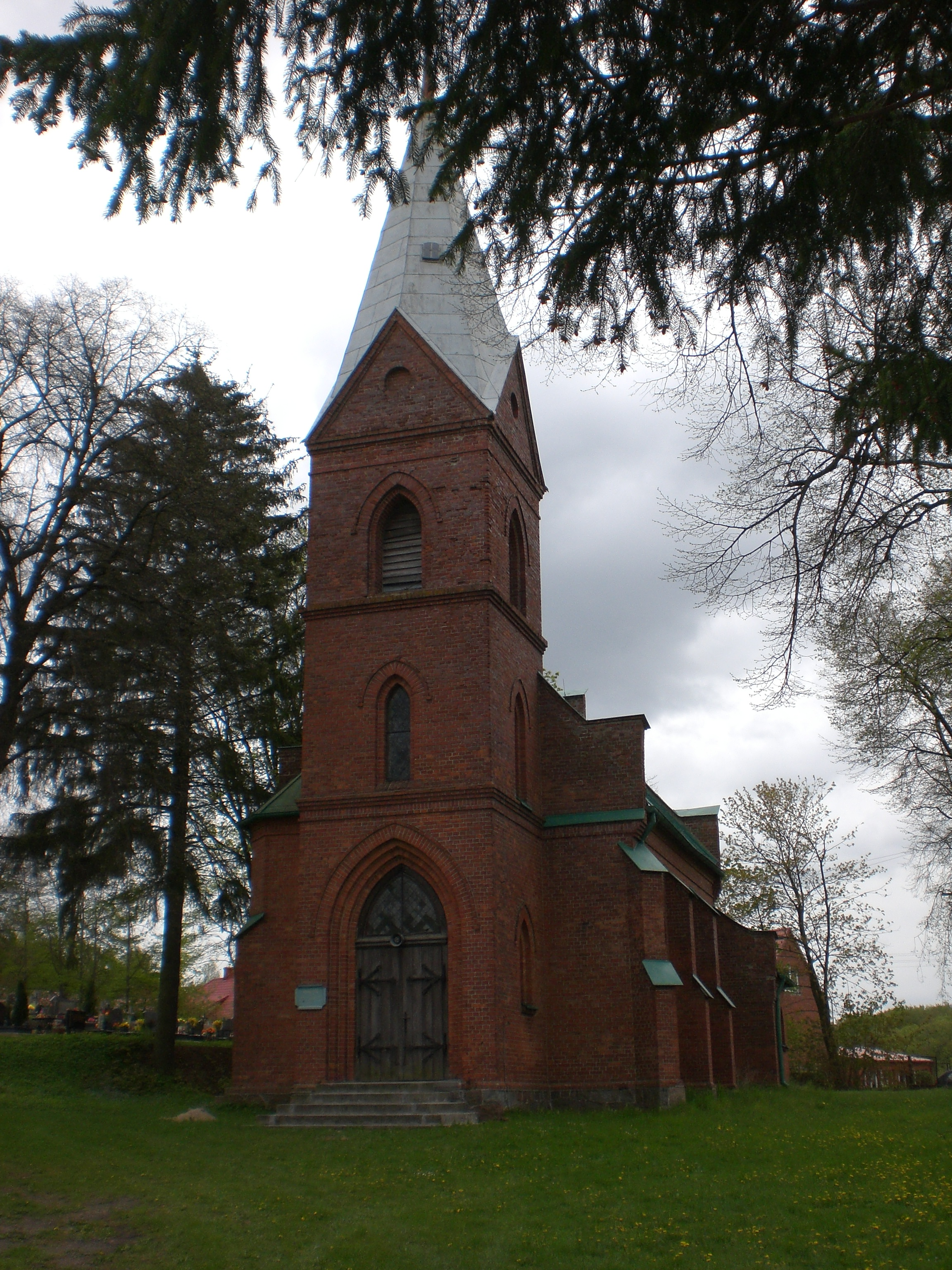
Kościół pw. św. Franciszka Ksawerego
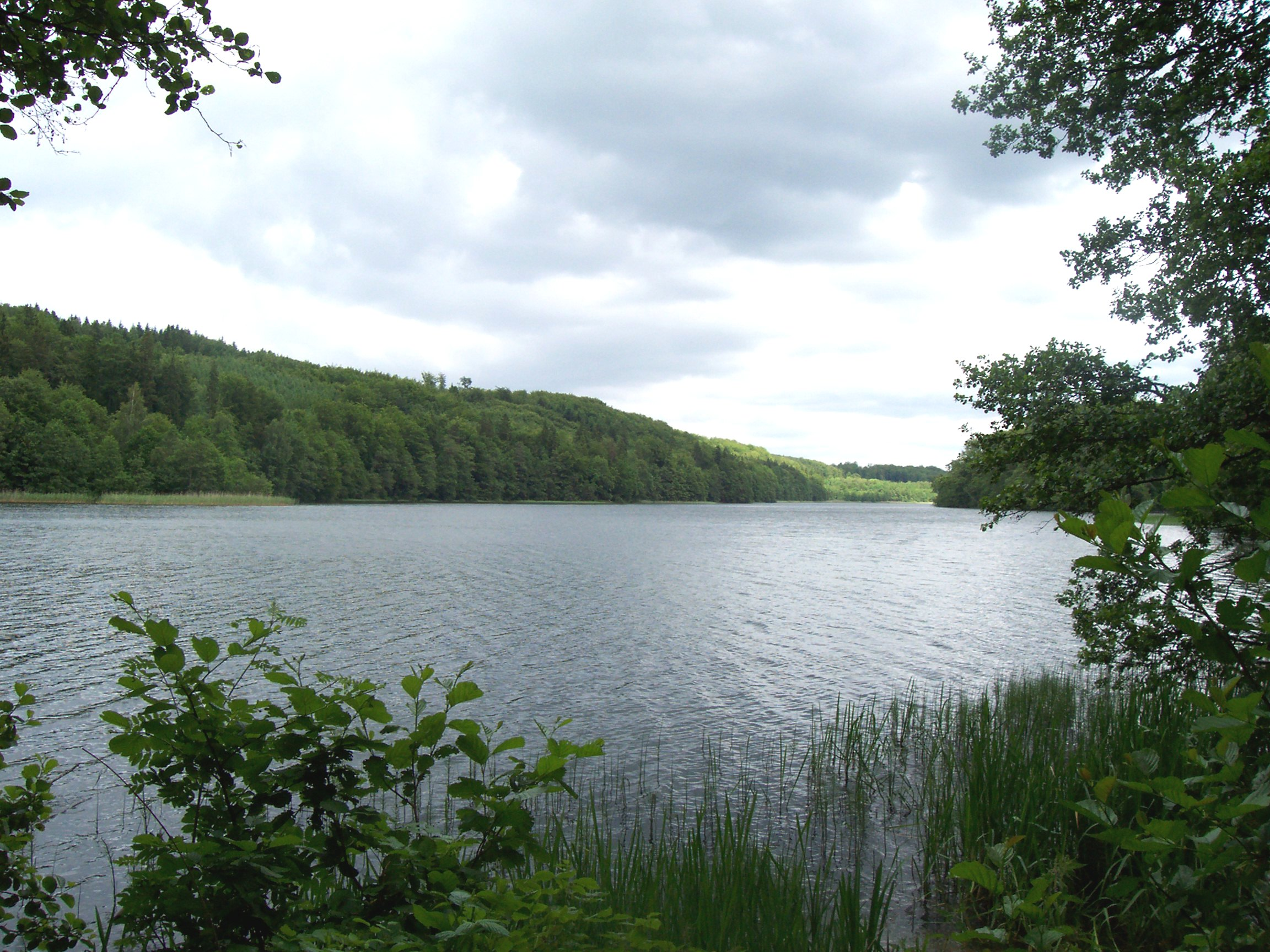
Jezioro Przywidzkie Wielkie